# St. Pankratius (Altendorf)

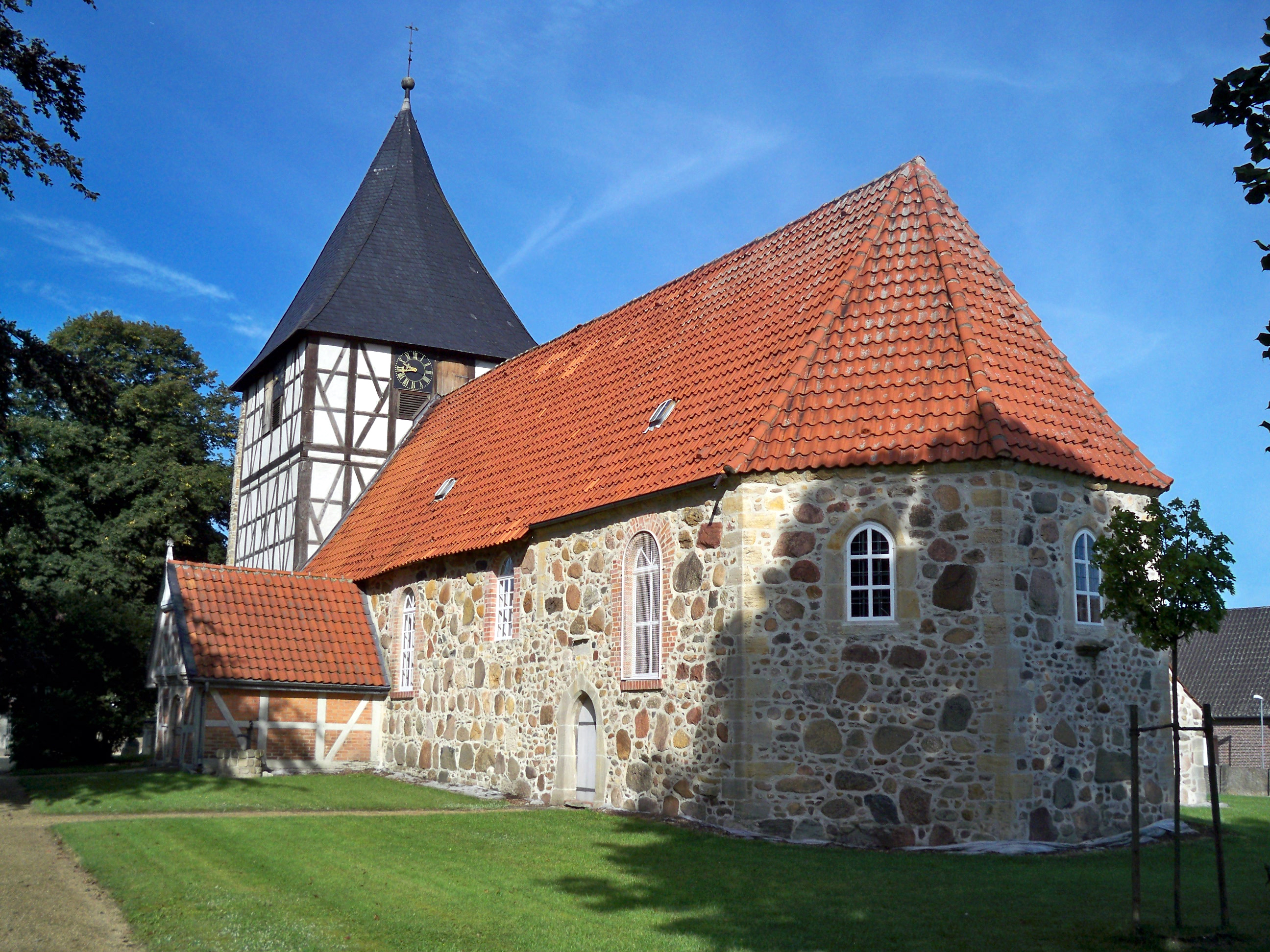
St. Pankratius

Die evangelisch-lutherische Kirche St. Pankratius steht in Altendorf, einem Ortsteil des Fleckens Brome im Landkreis Gifhorn in Niedersachsen. Die Kirche steht unter Denkmalschutz. Die Kirchengemeinde Altendorf, die in die Kirchengemeinde Brome eingegliedert wurde, gehört zum Kirchenkreis Wolfsburg-Wittingen im Sprengel Lüneburg  der Evangelisch-lutherischen Landeskirche Hannovers.

## Geschichte
Eine hölzerne Taufkirche mit dem Patrozinium des heiligen Pankratius wurde bereits im 9. Jahrhundert an einem Zentrum der Wenden errichtet. Sie wurde beim Aufstand der Wenden 928/29 oder 983 zerstört. Der Wiederaufbau erfolgte als romanische Saalkirche, die um 1300 gleichfalls zerstört wurde. Sie lässt sich eventuell mit der Zerstörung der Burg Brome zur Zeit von Otto von Braunschweig in Verbindung bringen. Erst 1457 wurde auf den Fundamenten des Vorgängerbaus der heutige Chor als Kapelle gebaut. Das Langhaus und der Kirchturm wurden 1517 vollendet. Südlich des Langhauses wurde 1658 ein mit einem Geckpfahl über dem Giebel verzierter Vorbau aus Holzfachwerk errichtet, der zunächst als Brauthaus, jetzt als Gedenkstätte für die Gefallenen des Ersten und Zweiten Weltkriegs dient.

## Beschreibung
An den zuerst entstandenen Chor mit dreiseitigem Abschluss aus Feldsteinen wurden anschließend nach Westen das Langhaus und der Kirchturm ebenfalls aus Feldsteinen angebaut. Die oberen Geschosse des Turms wurden bis auf die Wand im Westen 1670 in Holzfachwerk erneuert. Hinter seinen Klangarkaden befindet sich der Glockenstuhl, in dem drei Kirchenglocken hängen. Die älteste stammt aus dem 14. Jahrhundert, 1760 wurde eine weitere angeschafft, 1957 eine von Friedrich Wilhelm Schilling gegossen. Seine frühere barocke Haube wurde 1782 durch ein Zeltdach ersetzt. Die Sakristei ist im Norden unter einem Schleppdach an den Chor angebaut. 
Der Chor ist durch einen Chorbogen vom Langhaus getrennt. Im Chor und Langhaus finden sich Reste alter Wandmalerei. Zur Kirchenausstattung gehört ein barockes Altarretabel von 1779. Die Kreuzigung und die Apostelfiguren eines Flügelaltars aus der Zeit um 1600 wurden 1870 in den Aufbau eingearbeitet. Die barocke Kanzel stammt von 1607, das Taufbecken von 1680. Eine Orgel mit sechs Registern, verteilt auf ein Manual und ein Pedal, wurde von P. Furtwängler & Hammer gebaut und 2006 durch den Orgelbauer Jörg Dutschke überholt.